# Weltmeisterschaften im Bogenschießen 2005
Die Weltmeisterschaften im Bogenschießen 2005 wurden vom 20. bis 26. Juli in der spanischen Hauptstadt Madrid ausgetragen.

## Ergebnisse

### Recurvebogen
| Disziplin         | Gold                                               | Silber                                                       | Bronze                                                                   |
| ----------------- | -------------------------------------------------- | ------------------------------------------------------------ | ------------------------------------------------------------------------ |
| Männer Einzel     | Chung Jae-hun                                      | Ryuichi Moriya                                               | Choi Won-jong                                                            |
| Frauen Einzel     | Lee Sung-jin                                       | Lee Tuk-young                                                | Park Sung-hyun                                                           |
| Männer Mannschaft | Südkorea Park Kyung-mo Chung Jae-hun Choi Won-jong | Indien Tarundeep Rai Gautam Singh Jayanta Talukdar           | Polen Piotr Piątek Jacek Proć Grzegorz Śliwka                            |
| Frauen Mannschaft | Südkorea Lee Tuk-young Park Sung-hyun Yun Mi-jin   | Ukraine Kateryna Palecha Natalija Burdejna Tetjana Bereschna | Russland Margarita Galinowskaja Jelena Gratschewa Jekaterina Charchanowa |

### Compoundbogen
| Disziplin         | Gold                                                                       | Silber                                                                     | Bronze                                                            |
| ----------------- | -------------------------------------------------------------------------- | -------------------------------------------------------------------------- | ----------------------------------------------------------------- |
| Männer Einzel     | Morgan Lundin                                                              | Morten Bøe                                                                 | Dejan Sitar                                                       |
| Frauen Einzel     | Sofja Gontscharowa                                                         | Arminda Bastos                                                             | Swetlana Kondraschenko                                            |
| Männer Mannschaft | Vereinigte Staaten Dave Cousins Braden Gellenthien Kevin Polish Dee Wilde  | Norwegen Morten Bøe Terje Roestad Thomas Stevoll Odd Martin Mørk           | Australien Patrick Coghlan Clint Freeman Dennis Carson Jay Bowden |
| Frauen Mannschaft | Frankreich Anne-Marie Bloch Valérie Fabre Cecile Jousselin Francoise Volle | Vereinigte Staaten Mary Zorn Erika Anschutz Jamie Van Natta Christie Colin | Dänemark Camilla Sømod Louise Hauge Rikke Marslev                 |

## Medaillenspiegel
| Platz  | Land               | Gold | Silber | Bronze | Gesamt |
| ------ | ------------------ | ---- | ------ | ------ | ------ |
| 1      | Südkorea           | 4    | 1      | 2      | 7      |
| 2      | Vereinigte Staaten | 1    | 1      | –      | 2      |
| 3      | Russland           | 1    | –      | 2      | 3      |
| 4      | Frankreich         | 1    | –      | –      | 1      |
| 4      | Schweden           | 1    | –      | –      | 1      |
| 6      | Norwegen           | –    | 2      | –      | 2      |
| 7      | Indien             | –    | 1      | –      | 1      |
| 7      | Japan              | –    | 1      | –      | 1      |
| 7      | Mexiko             | –    | 1      | –      | 1      |
| 7      | Ukraine            | –    | 1      | –      | 1      |
| 11     | Australien         | –    | –      | 1      | 1      |
| 11     | Dänemark           | –    | –      | 1      | 1      |
| 11     | Polen              | –    | –      | 1      | 1      |
| 11     | Slowenien          | –    | –      | 1      | 1      |
| Gesamt | Gesamt             | 8    | 8      | 8      | 24     |